# コリンセラ属
コリンセラ属（コリンセラぞく）、学名: Collinsella は、 放線菌門の属であり、コリオバクテリウム科に属する細菌である。 学名は、英国の細菌学者マシュー・コリンズ（Matthew D. Collins）に因んで名付けられた。
アジア、北欧等でCovid-19の感染と重症化が少ない理由として、コリンセラ菌を腸内細菌として保有していることが多いことを背景として、コリンセラ菌が、腸内細菌としてウルソデオキシコール酸を産生し、Covid-19の感染と重症化を防止する可能性が指摘されている。